# Consuelo Vanderbilt

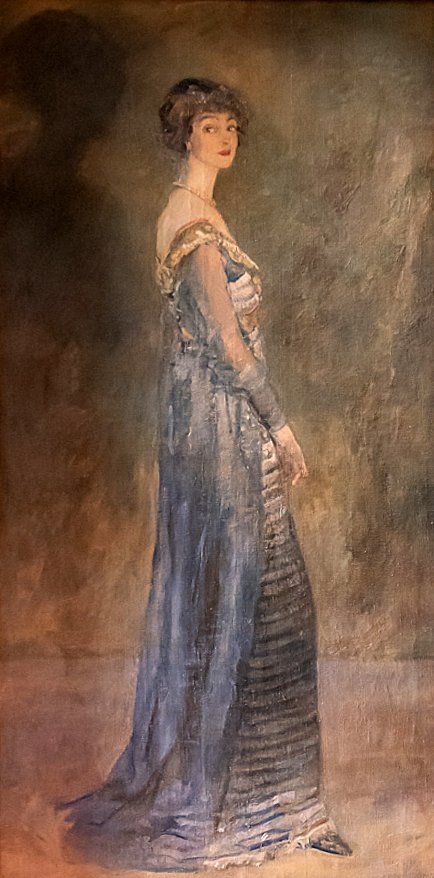
Consuelo Spencer-Churchill, Duchess of Marlborough, Öl auf Leinwand, um 1905

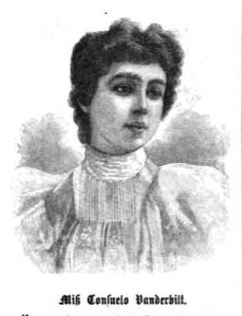
Consuelo Vanderbilt

Consuelo Vanderbilt (* 2. März 1877 in New York City; † 6. Dezember 1964 in Southampton, New York) war ein Mitglied der prominenten US-amerikanischen Vanderbilt-Familie und durch Heirat Duchess of Marlborough.

## Leben

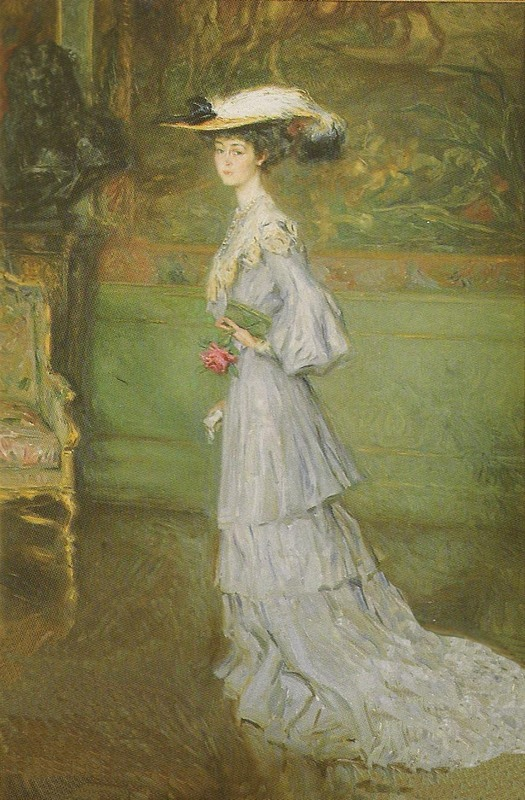
Paul César Helleu: Consuelo Spencer-Churchill, Duchess of Marlborough, Öl auf Leinwand, um 1900

Consuelo wurde als Tochter des Eisenbahn-Tycoons William Kissam Vanderbilt (1849–1920) und seiner ersten Ehefrau Alva Erskine Smith (1853–1933) in New York City geboren. Sie hatte zwei jüngere Brüder, William Kissam und Harold Stirling. Ihren ungewöhnlichen Vornamen bekam sie durch ihre Patentante María Consuelo Montagu, Duchess of Manchester (1858–1909). Ihre Kindheit drehte sich um perfektes Benehmen und die gesellschaftliche Repräsentation. Sie wurde ausschließlich zu Hause von Gouvernanten und Tutoren mit Hilfe der väterlichen Bibliothek unterrichtet. Neben Geographie, Geschichte, Mathematik, Kunst, Tanz und Musik lernte Consuelo auch Französisch, Deutsch und Italienisch. In ihrem späteren Leben kämpfte sie gegen diese Art der Erziehung und den gesellschaftlichen Zwang.
Die Bankette, Tanzbälle, Gartenparties, Dinners, Tanzabende und Kostümfeste der amerikanischen Geldaristokratie waren berühmt und füllten die Gesellschaftsspalten der Zeitungen. Doch aller Wunschziel war die Teilnahme am Gesellschaftsleben der britischen Aristokratie. Zusammen mit ihrer Jugendfreundin Mary Victoria Leiter (1870–1906), spätere Baroness Curzon of Kedleston, wurde Consuelo 1894 in die New Yorker Gesellschaft eingeführt; und wenige Wochen später auch in der Londoner Gesellschaft. Ihre Eltern engagierten Mary, Lady Paget, eine gebürtige Amerikanerin, als Gesellschafts- und Heiratsvermittlerin für ihre Tochter Consuelo. In kürzester Zeit hatte sie einige potentielle Ehekandidaten, darunter Charles Spencer-Churchill, 9. Duke of Marlborough, und den deutschstämmigen Prinzen Franz Joseph von Battenberg, gefunden. Die Wahl ihrer Mutter Alva fiel auf den Duke of Marlborough.

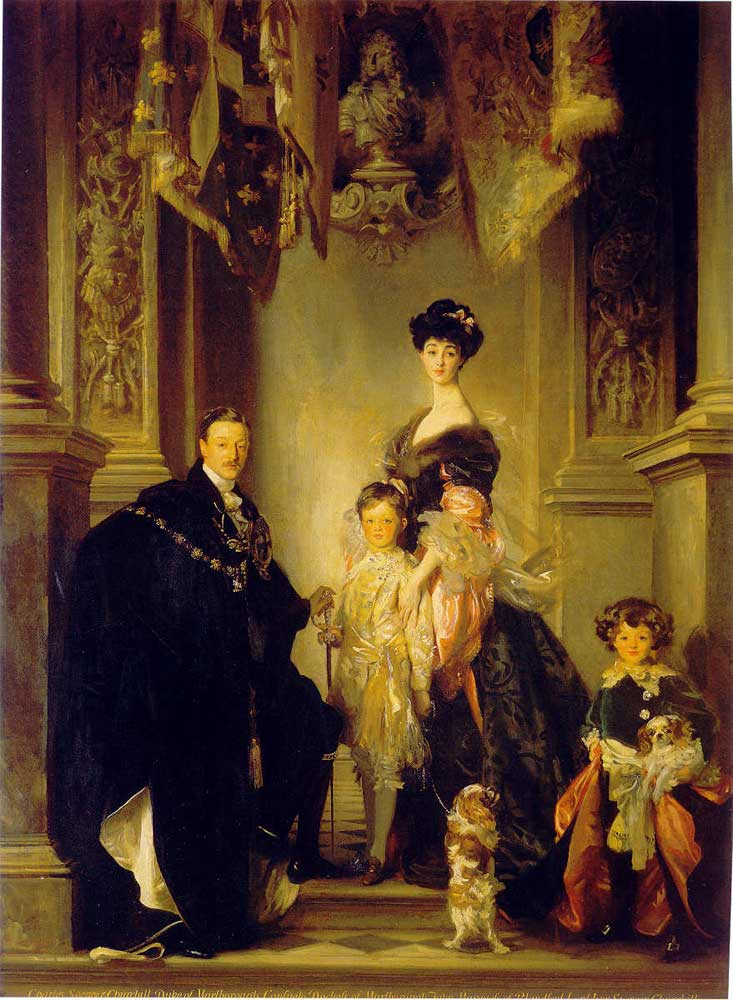
John Singer Sargent: Die Duchess of Marlborough mit ihrer Familie, Öl auf Leinwand, 1905

Am 6. November 1895 heiratete Consuelo Vanderbilt in der Saint Thomas Church in New York City Charles Spencer-Churchill, 9. Duke of Marlborough (1871–1934), ältester Sohn von George Spencer-Churchill, 8. Duke of Marlborough, und seiner ersten Ehefrau Lady Albertha Frances Anne Hamilton. Als Gattin des Duke of Marlborough führte sie fortan den Titel Duchess of Marlborough. Die Flitterwochen verbrachte das junge Paar auf dem Sommersitz Marble House ihrer Eltern in Newport, Rhode Island. Aus der Ehe, die allen Berichten zufolge unglücklich verlief, gingen zwei Söhne hervor:
- John Albert Edward William Spencer-Churchill, 10. Duke of Marlborough (1897–1972), ⚭ (1) 1920 Hon. Alexandra Mary Cadogan (1900–1961), ⚭ (2) 1972 Francis Laura Charteris (1915–1990);
- Lord Ivor Charles Edward Spencer-Churchill (1898–1956), ⚭ 1947 Lady Elizabeth Cunningham.

Mit ihrer Mitgift ließ ihr Ehemann Blenheim Palace, das Stammschloss der Familie Churchill, renovieren und das im 19. Jahrhundert teilweise verkaufte Inventar ergänzen. Zudem ließ er von dem Landschaftsgärtner Achille Duchene die berühmten Wassergärten des Palastes anlegen. Die Mitgift der Braut betrug 20 Millionen US-Dollar (heute ca. vier Milliarden) und ein Aktienpaket an der US-amerikanischen Eisenbahngesellschaft New York Central Railroad.

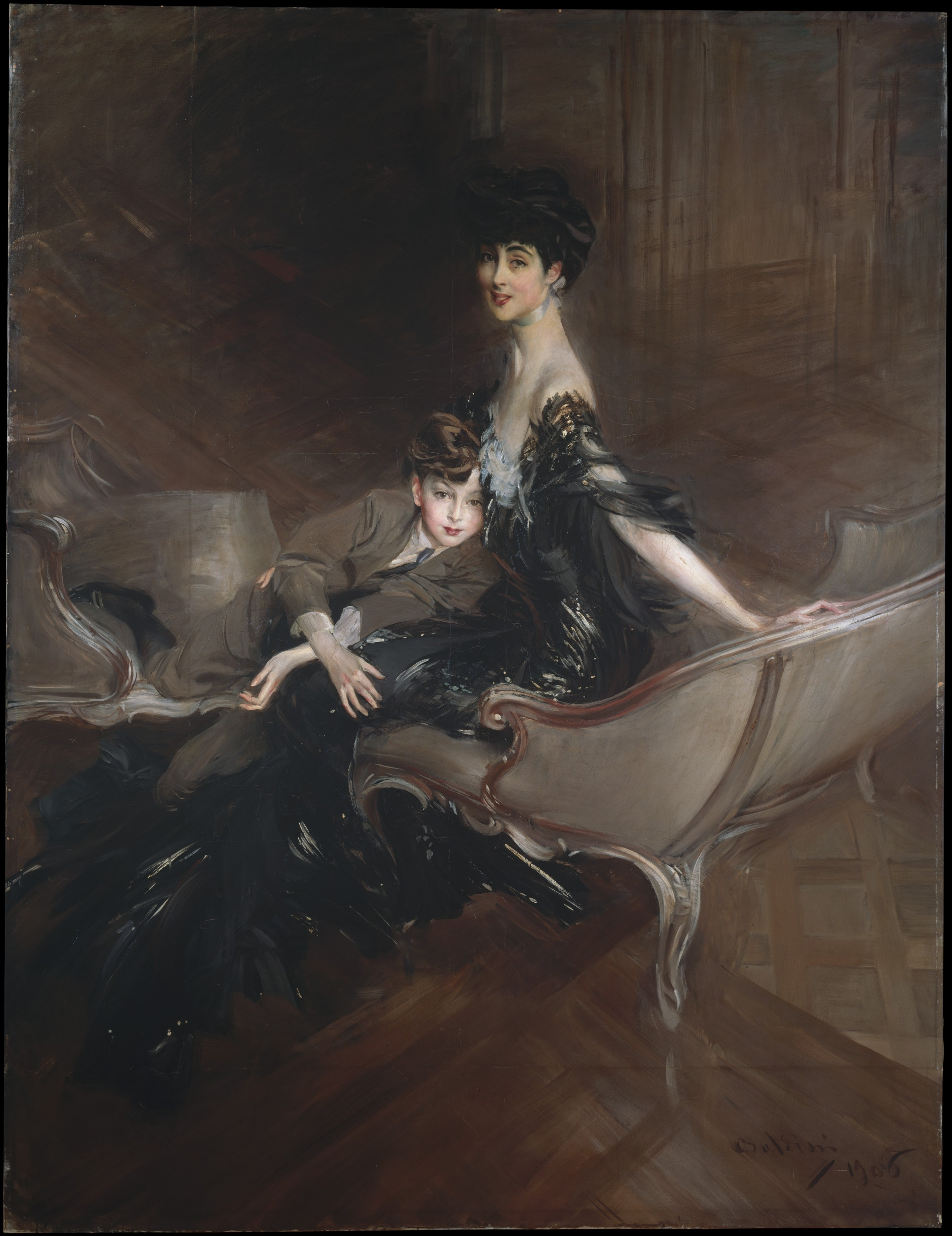
Giovanni Boldini: Consuelo Spencer-Churchill, Duchess of Marlborough mit ihrem Sohn Ivor, Öl auf Leinwand, 1906

Während ihrer Ehe engagierte sich die Duchess of Marlborough in mehreren karitativen Organisationen; ein großes Anliegen lag in der Schulbildung und im Krankenwesen. Neben den gesellschaftlichen Verpflichtungen gehörte sie dem Zirkel von Freunden des Prince of Wales und späteren Königs Georg V. und seiner Ehefrau Prinzessin Maria von Teck an. Ein inniges Verhältnis hatte sie mit den Cousins ihres Mannes, Reginald Ailwyn Fellowes und dem späteren Premierminister Winston Churchill; sie war es auch, die die Ehe von Reginald mit der Französin Marguerite Séverine Philippine Decazes de Glücksbierg gegen die Familie ermöglichte. Ihre eigene Ehe scheiterte und das Paar lebte seit 1906 getrennt. Nachdem die jahrelange Liebesaffäre zwischen ihrem Mann und der Amerikanerin Gladys Marie Deacon, einer exzentrischen Persönlichkeit, öffentlich wurde, reichte sie 1921 die Scheidung ein; im Juli 1926 wurde die Ehe außerdem durch die Römische Rota annulliert.
1908 wurde sie als Dame Commander des Order of the British Empire (DBE) in den persönlichen Adelsstand erhoben.
Am 4. Juli 1921 heiratete sie in Paris den Oberstleutnant Louis-Jacques Balsan (1869–1956), den ältesten Sohn eines Pariser Industriellen. Ihr Schwager, Étienne Balsan (1880–1953), war der Liebhaber und Förderer der später bekanntesten Modeschöpferin Coco Chanel. Consuelo Balsan unterhielt trotz der Scheidung Kontakt zu der Familie ihres Ex-Mannes, besonders zu Winston Churchill. Dieser war ein in den 1920er und 1930er Jahren regelmäßiger Besucher auf deren Château St. George Motel bei Dreux. Nach dem Tod ihres zweiten Mannes kehrte sie in die Vereinigten Staaten zurück und lebte bis zu ihrem Tod in Southampton (New York). Sie wurde neben ihrem Sohn Ivor und ihrem Mann auf dem Friedhof in Bladon, Oxfordshire, bestattet.

## Name in verschiedenen Lebensphasen
- 1877–1895 Consuelo Vanderbilt
- 1895–1921 Consuelo Spencer-Churchill, Duchess of Marlborough
- 1921–1964 Consuelo Balsan